# Hlášení zastávek

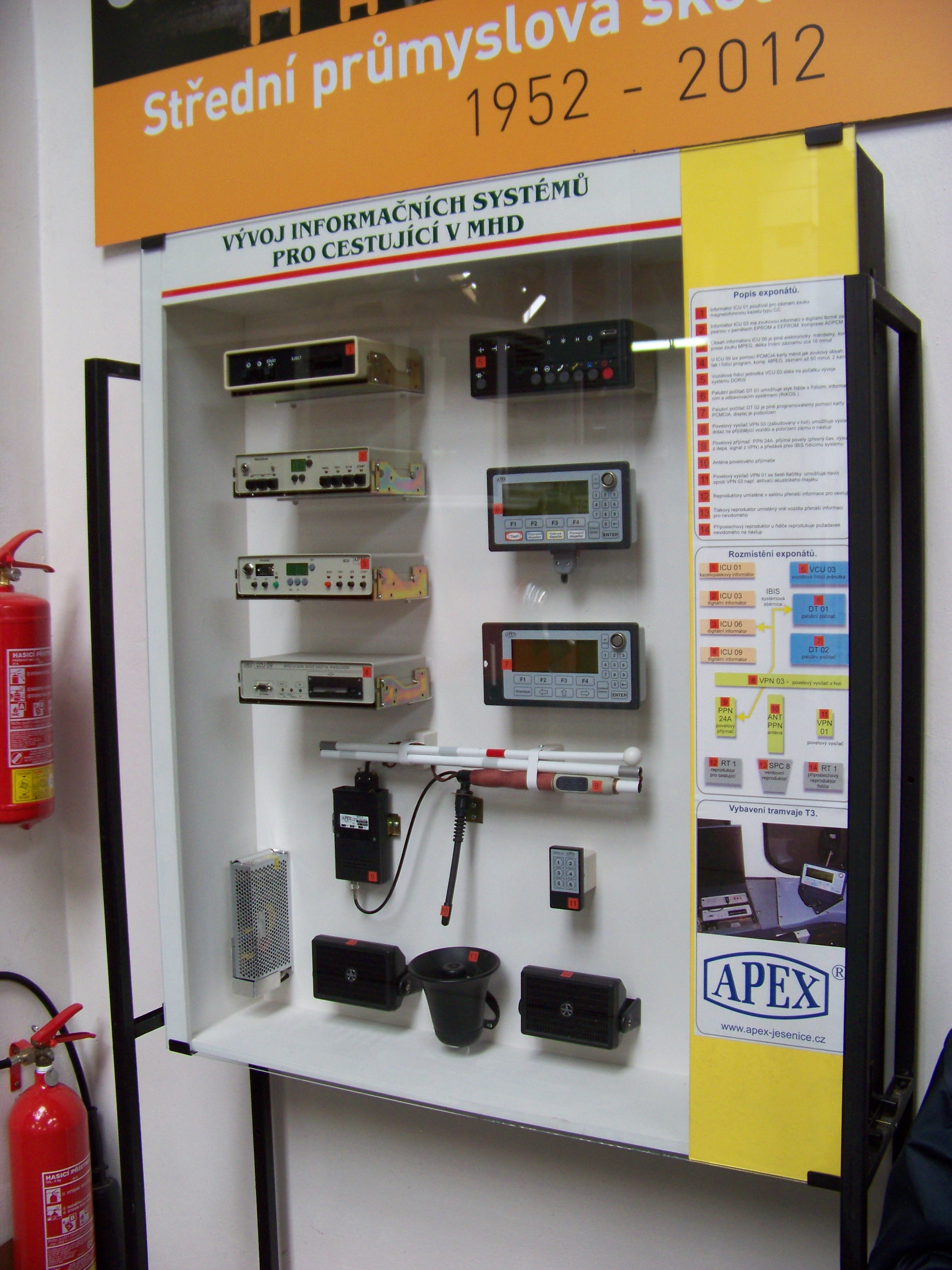
Vývoj informačních systémů ve vozidlech MHD v Praze od magnetofonového hlásiče zastávek po palubní počítače

Hlášení názvů stanic a zastávek v dopravních prostředcích informuje cestující, kam právě přijíždějí (přilétají, připlouvají…). Součástí hlášení mohou být další informace, například informace o dalším směru jízdy nebo příští stanice či zastávky, informace o tom, že na dané zastávce se zastavuje na znamení, o možných přestupech, o tom, že je zastávka pro daný spoj konečná, atd.
V počátcích veřejné dopravy vyhlašoval zastávky (tam, kde to bylo zvykem) řidič nebo průvodčí ústně. V mnoha zemích je to dodnes nejobvyklejší způsob. Později začaly být využívány mikrofony a reproduktory – ty umožnily přenos hlášení i do dalších vozů soupravy. Nověji začala být k hlášení využívána záznamová technika – například kazetové magnetofony. V současné době se často využívá počítačová technika, pomocí které jsou věty sestavovány z jednotlivých slov. Někdy ale bez dostatečných znalostí větné fonologie. Současně se zřizují i elektronické vizuální zobrazovače uvnitř dopravních prostředků. Podobným vývojem prochází i hlášení ve stanicích (železniční nádraží, autobusová nádraží, letiště).
Hlášení zastávek usnadňuje využívání dopravy i nevidomým a slabozrakým. Některé typy hlášení jsou určeny speciálně pro zrakově postižené, kteří je mohou spustit speciálním dálkovým ovladačem. Komplikací však je, že hlášení není zcela spolehlivé a mnohdy jej řidiči spouštějí chybně. V reakci na to se zejména u větších dopravců postupně zavádí automatické vyhlašování zastávek na základě aktuální polohy vozidla dle GPS.

## Právní úprava v Československu a v České republice
Automobilový přepravní řád 198/1953 Ú.l. hlášení zastávek vůbec nezmiňoval. Městský přepravní řád 364/1953 Ú.l. stanovil v § 14 odst. 7: „Průvodčí vyvolává názvy stanic, v nichž vozidlo zastavuje.“ Přitom podle § 7 odst. 1: „Pokud obstarává úkony průvodčího řidič, platí pro něj stejná ustanovení jako pro průvodčího.“
Podle československého silničního přepravního řádu 133/1964 Sb., který platil v České republice až do roku 1999, dle § 21 odst. 4: „Průvodčí (řidič) je povinen vyvolat název zastávky, a to nejpozději při zastavení vozidla, zdržení vozidla v zastávce, trvá-li alespoň 5 minut, a jeho zkrácení proti jízdnímu řádu.“ Obdobná povinnost byla stanovena mezi povinnostmi dopravce i v městském přepravním řádu 127/1964 Sb. v § 20 odst. 6: „Průvodčí (řidič) je povinen ohlásit název zastávky, a to nejpozději při zastavení vozidla v zastávce.“ V městském přepravním řádu však následovala výjimka, kterou silniční přepravní řád neobsahoval: „Řidič tuto povinnost nemá, není-li vozidlo vybaveno příslušným technickým zařízením.“ V železničním přepravním řádu 132/1964 Sb. v paragrafu věnovaném péči o cestující podobná povinnost chyběla, stejně jako v přepravním řádu lanových drah 3/1977 Sb. v paragrafu o povinnostech dopravce. 
Přepravní řád pro silniční dopravu osob 71/1999 Sb. který se nově vztahoval i na městské autobusové linky (zatímco pro drážní dopravu stále platily přepravní řády z 60. let) v § 20 stanovil: Dopravce je v zájmu zajištění bezpečnosti a řádné péče o cestující při poskytování přepravních služeb povinen zajistit zejména (…) g) oznámení názvu zastávky nejpozději při zastavení vozidla na zastávce a v městské autobusové dopravě oznámení názvu následující zastávky nejpozději před odjezdem vozidla ze zastávky. Zastávky v městské autobusové dopravě oznamuje jen v případě, že autobusy jsou vybaveny technickým zařízením umožňujícím automatické oznamování zastávek. 
Všechny tyto předpisy nahradila vyhláška č. 175/2000 Sb., o přepravním řádu pro veřejnou drážní a silniční osobní dopravu. V § 14 odst. 1 jsou uvedeny tyto povinnosti: Dopravce je povinen v zájmu řádné péče o cestující při poskytování přepravních služeb zajistit (…) h) oznamování názvu stanice nejpozději při zastavení vozidla ve stanici a v městské hromadné dopravě oznamování následující stanice nejpozději při odjezdu vozidla ze stanice; stanice v drážní dopravě na dráze celostátní a regionální a stanice v městské hromadné dopravě oznamuje jen v případě, že jsou vozidla vybavena technickým zařízením umožňujícím oznamování názvu stanic; na dráze lanové se názvy stanic neoznamují.

## Někteří původci nahrávek
Hlášení v dopravních prostředcích v Česku a na Slovensku byla namluvena například těmito lidmi:
- Světlana Lavičková (bývalá hlasatelka, později redaktorka Českého rozhlasu) – linka A pražského metra, od zahájení provozu v roce 1978 dosud[1]
- Jiří Hrabák – linka C pražského metra od doby porevolučního přejmenování stanic v roce 1990[2] asi do roku 2004[1]
- Eva Jurinová (bývalá moderátorka TV Nova, bývalá tisková mluvčí Fakultní nemocnice v Motole) – linka B pražského metra[1]
- Tomáš Černý (hlasatel a redaktor Českého rozhlasu) – linka C pražského metra[1]
- Milo Dvořák – překladatel, jazykový lektor a anglický hlas výluk, odklonů dopravních spojů či jiných podobných hlášení v pražském metru. [3]
- Vladimír Fišer – hlas pražských tramvají a autobusů DPP, 1987–1996
- Dagmar Hazdrová – hlas pražských tramvají (1996 – 9. ledna 2023)[4] a autobusů a trolejbusů DPP (1996 – 8. října 2023 od 9. října 2023 pouze na lince K) a ostatních dopravců v systému PID, linek SID a některé provozy MHD dopravců ČSAD MHD Kladno a ARRIVA (provozovny bývalých dopravců Connex Příbram a ČSAD AUTOBUSY CZ Chrudim, dříve), libereckých tramvají a autobusů DPMLJ (1994–2010) trolejbusů a autobusů Dopravního podniku města Hradce Králové (1996–2005), vlaků linky S34 v Praze společnosti KŽC (od roku 2019), vybraných vlaků Českých drah (dříve) a v síti Železnice Desná (1998–2016), hlas autobusů a trolejbusů DPMÚL (od roku 1998), (od roku 2006) hlas oznamující konečnou zastávku u dopravců BusLine a. s. v DÚK[5] a AUDIS BUS (IREDO), hlas oznamující "příští zastávka" a "Konečná zastávka, prosíme vystupte" u dopravce ČSAD Slaný a.s. v DÚK (od roku 2021 dosud) a hlas autobusů Integrovaného dopravního systému Moravskoslezského kraje společnosti Arriva Morava, hlas tramvají v DP Ostrava (1995–1997), hlášení zastávek trolejbusů DP Chomutov a Jirkov (1997), hlášení zastávek u ČSAD Olomouc (1998), hlas ŽSR na tratích bez průvodčích (1998)
- Jan Vondráček – hlas pražských tramvají (od 9. ledna 2023),[6] i autobusů a trolejbusů DPP (od 9. října 2023) a autobusů PID[6][7]
- Zdeněk Svěrák – hlas pražských autobusů oznamující název autobusové zastávky U Prdlavky
- Zbyněk Štíbr (bývalý hlasatel a redaktor Českého rozhlasu Radiožurnál, bývalý moderátor TV Z1, dnes řidič tramvaje DPP) – hlas pražské tramvajové linky 23[8]
- Eva Kopecká – hlas hlášení vozidel Dopravní společnosti Zlín-Otrokovice (do roku 2005/2012), do roku 2021 MHD Jablonec nad Nisou a také MHD Prostějov (dříve)
- Petr Mikula (bývalý redaktor televize rtm+, dnes moderátor akcí, DJ a marketér) – hlas MHD Jablonec nad Nisou (Jablonecká dopravní), 2021–dosud
- Jan Křapa – vozidla Dopravního podniku města Brna, 1990–2003
- Jarmila Černocká – vozidla Dopravního podniku města Brna a Integrovaného dopravního systému Jihomoravského kraje, 2003–2015, od roku 2015 pouze historická linka H24[9]
- Tomáš Peterka (redaktor královéhradecké redakce Českého rozhlasu) – vozidla Dopravního podniku města Brna a Integrovaného dopravního systému Jihomoravského kraje od roku 2015,[10] vlaků Moravia Integrovaného dopravního systému Jihomoravského kraje od roku 2022, hlas autobusů společnosti IREDO
- Yvetta Dadamová (moderátorka Českého rozhlasu Ostrava) – vozidla Dopravního podniku Ostrava od roku 1999 do prosince 2021[11]
- Marika Tošková – vozidla Dopravního podniku Ostrava od prosince 2021[12]
- Petra Jarošová – vozidla Plzeňských městských dopravních podniků od roku 2008–dosud
- Hana Srncová (bývalá moderátorka Rádia Jih, tisková mluvčí města Luhačovice) – vozidla  Dopravní společnosti Zlín-Otrokovice (namlouvání nových zastávek od roku 2005, kompletní přemlouvání 2012)
- Pavel Soukup (herec, časté účinkování v dabingu, reklamách a rozhlase, hlas pojišťovny Kooperativa a zvukové grafiky Českého rozhlasu 2 Praha) – hlas Českých aerolinií
- Jaroslava Červenková (herečka, Jihočeské divadlo) – hlas hlášení vozidel Dopravního podniku města České Budějovice od roku 2000 do roku 2015
- Adéla Jirkalová (hlasatelka – Radio Kiss, 2006–2017, Hitrádio Faktor, 2017–2023 a dále Český rozhlas České Budějovice, 2024–dosud) – hlas hlášení vozidel Dopravního podniku města České Budějovice od roku 2016–dosud
- Hana Kubíková– hlas vozidel Dopravního podniku města Hradce Králové, 2006–dosud
- Lenka Hlaváčová – hlas hlášení vozidel Dopravního podniku města Olomouce od roku 2000–dosud, od roku 2020 MHD Kroměříž
- Veronika Nágrová – dodatková hlášení ve vozidlech Plzeňských městských dopravních podniků
- Aňa Laceková (redaktorka Rádia Expres) – hlas hlášení vozidel DPMK od roku 2006–dosud
- Ľubica Tvarožková (bývalá redaktorka Slovenského rozhlasu) – hlas hlášení vozidel Dopravného podniku Bratislava od roku 2001 do května 2024, hlas hlášení ve vlacích Železničné spoločnosti Slovensko a hlas hlášení Tatranských elektrických železnic
- Gavin Shoebridge (bývalý hlasatel RTVS) – anglicky hlas hlášení vozidel Dopravného podniku Bratislava a ve vlacích  Železničné spoločnosti Slovensko
- Viktor Vincze (moderátor TV Markíza) – hlas hlášení vánoční tramvaje Dopravného podniku Bratislava v prosinci 2021.
- Romana Chvalová (herečka, Východočeské divadlo Pardubice) – hlas hlášení vozidel Dopravního podniku města Pardubic, 2006–dosud
- Franz Kaida – hlas hlášení vozidel Wiener Linien, 1968–2013
- Angela Schneider – hlas hlášení vozidel Wiener Linien od prosince 2012 metro, od května 2013 tramvaje a od října 2013 autobusy
- Lenka Šobová (redaktorka Českého rozhlasu Sever) – hlas hlášení vozidel Dopravní společnosti Ústeckého kraje
- Adam Vincent Bartoš – vozidla společnosti Transdev Morava (2019), 3ČSAD Havířov – Hlučínsko (2020), TQM Holding (2021), MHD Valašské Meziříčí (2022), MHD Krnov (2023)[13]
- Danuše Klichová hlásila v osobních vlacích, rychlících a expresech Českých drah a rychlících linek R společnosti RegioJet vybavených systémem MAVIS
- Kateřina Mendlová-Jírů – od roku 2023 hlásí v některých vlacích Českých drah, kde nahrazuje hlas Danuše Klichové
- Lea Macíková hlásí ve vlacích a osobní vlacích společnosti Leo Express
- Karel Zajíc hlásí v osobních vlacích a rychlících společnosti ARRIVA vlaky
- Hana Shánělová hlásí ve vlacích Supercity Pendolino Českých drah
- Simona Krajíčková (hlasatelka Hitrádia Faktor) - hlas ve vlacích AŽD Praha
- Alexandr Postler – dodatková hlášení ve vozidlech Dopravního podniku města Pardubic od roku 2006–dosud („Zastávka na znamení“, „Změna tarifní zóny“)
- Karel Pěška (zprávař Českého rozhlasu Vysočina) – hlas Dopravního podniku města Jihlavy od roku 2006 doposud. Poslední namlouvání hlášení pro DPMJ proběhlo v roce 2012. Od té doby jsou nové zastávky namlouvány syntezátorem. Hlášení o dodržování vládních nařízení z důvodu epidemie namlouvá od 03/2020 redaktor České televize a mluvčí magistrátu města Jihlavy Radovan Daněk

Na nádražích Správy železnic v České republice se pro hlášení odjezdů a příjezdů vlaků ve stanicích, případně i zastávkách, používá několik různých systémů, z nichž každý používá nahrávky od jiných hlasatelů:
- systém INISS, CHAPS
  - česky: Danuše Klichová (herečka)
  - česky (od roku 2021): Kateřina Mendlová-Jírů (herečka, moderátorka a časté účinkování v dabingu)
  - anglicky: Philip Bělohlávek
  - německy: Tomáš Káňa (od roku 2021), Robert Schlein (do roku 2024)
- systém HIS-VOICE, MikroVOX
  - česky: Václav Knop (herec, časté účinkování v dabingu i při čtení komentářů k dokumentárním filmům)
  - anglicky: Věra Pockley
  - německy: Blanka Trčanová
- systém HAVIS, Starmon
  - česky: Alexandr Postler (herec, Východočeské divadlo Pardubice)
  - anglicky: Michaela Stará
  - německy: Pavel Novotný (herec, bývalý člen  Východočeského divadla Pardubice)